# Tulpar Air Service
Tulpar Air Service var ett kazakiskt flygbolag bildat 1998 och upplöst 2009. De använde callsignen TULPA.

## Flotta
- 4st Antonov An-24
- 1st Antonov An-26
- 7st Jakovlev Jak-40
- 2st Jakovlev Jak-42

## Destinationer
- Karaganda - Sary-Arka Airport
- Kyzylorda - Kyzylorda Airport
- Oskemen - Oskemen Airport